# Boxgrove
Boxgrove ist ein Dorf und ein Civil Parish in der Nähe von Chichester in der Grafschaft West Sussex, Südengland. Eine Zählung aus dem Jahr 2011 ergab eine Bevölkerungszahl von 957 Personen. 

## Fundplatz Boxgrove Quarry

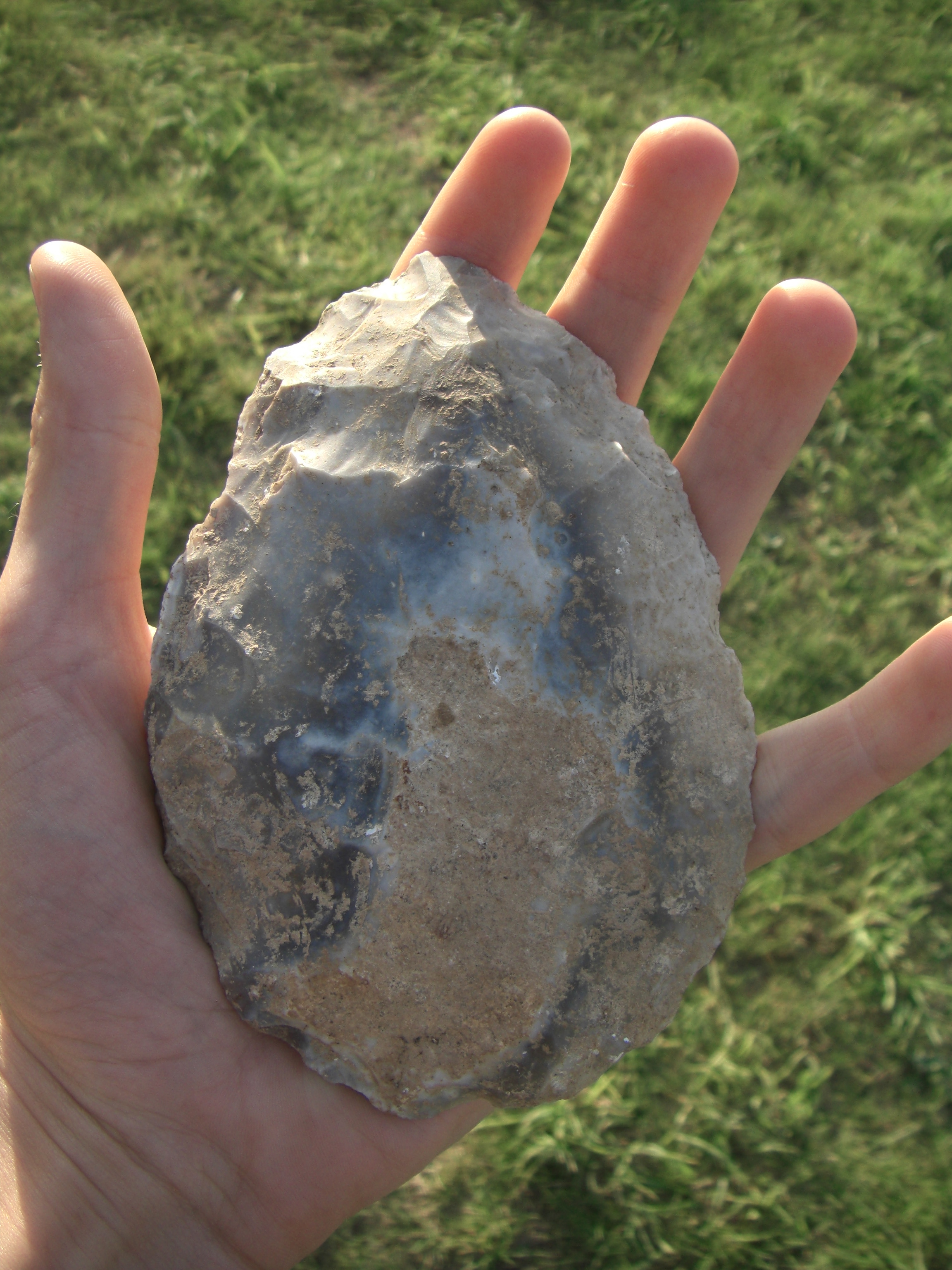
Faustkeil von Boxgrove

Nahe Boxgrove wurde in der Kiesgrube Boxgrove Quarry, auch Amey’s Eartham Pit genannt, ein archäologischer Fundplatz aus dem Altpaläolithikum entdeckt. Von 1983 bis 1996 fanden hier archäologische Ausgrabungen statt.